# Vojens (stacja kolejowa)
Vojens – stacja kolejowa w Vojens, w okręgu Sønderjyllands Amt, w Danii. Stacja obsługiwana jest przez Danske Statsbaner. Znajdują się tu 2 perony.

## Połączenia
- Fredericia
- Kopenhaga Østerport
- Padborg
- Sønderborg